# Derbe haemorrhoidalis
Derbe haemorrhoidalis är en insektsart som beskrevs av Fabricius 1803. Derbe haemorrhoidalis ingår i släktet Derbe och familjen Derbidae. Inga underarter finns listade i Catalogue of Life.